# عماد الفدا
عماد عدنان الفدا، لاعب كرة قدم سعودي ، يلعب في النادي الأهلي.

## مسيرة اللاعب
مثل نادي الخلود ونادي النهضة في الفئات السنية و انظم إلى نادي القادسية في عام 2017 و انظم إلى النادي الأهلي مطلع عام 2023.